# شهرستان آق‌سی
شهرستان آق‌سی (به قریزی: Аксы району، اقسى وودانى) یک منطقهٔ مسکونی در قرقیزستان است که در جلال‌آباد واقع شده‌است.

## خصوصیات
شهرستان آق‌سی ۴٬۵۷۸ کیلومترمربع مساحت دارد.